# Tjåurarivier
De Tjåurarivier  (Zweeds: Tjåurajåkka; Samisch: Čovrajohka) is een rivier die stroomt in de Zweedse  gemeente Kiruna. De Tjåurarivier ontvangt haar water van een bergplateau ten noorden van het Vittangimeer. Ze stroomt langs de 646 meter hoge Tjåura (Čovra) naar het zuiden en levert haar water in bij de Birtimesrivier. Ze is circa 4 kilometer lang.
Afwatering: Tjåurarivier → Birtimesrivier → (Vittangimeer) → Vittangirivier → Torne → Botnische Golf